# Ernstige spraak- en taalmoeilijkheden
Ernstige spraak- en taalmoeilijkheden of ESM (Nederland) of ontwikkelingsdysfasie of OD (Vlaanderen) (Engels: Specific Language Impairment, SLI) is een taalontwikkelingsstoornis (TOS) waarbij kinderen veel meer moeite dan normaal hebben om hun moedertaal te ontwikkelen. Een TOS is een neurologische aandoening waardoor taal in de hersenen minder goed verwerkt wordt. Het heeft gevolgen voor de taalverwerving. Mensen met TOS hebben moeite met het begrijpen en uiten van taal.

## Prevalentie
ESM komt voor bij circa vijf procent van de schoolgaande kinderen, en kinderen met deze stoornis vormen een van de grootste groepen binnen cluster 2 van het speciaal onderwijs (cluster 2 is voor dove en slechthorende kinderen, kinderen met ernstige spraakmoeilijkheden en kinderen met communicatieve problemen). TOS komt vaker voor bij jongens dan bij meisjes.

## Oorzaak
TOS heeft een neurobiologische oorzaak, waarbij iets misgaat in de hersenen. Voorlopig is wat misgaat nog onduidelijk. Vermoed wordt dat er problemen zijn met het verbaal werkgeheugen. Daar bestaan verschillende theorieën over, zoals de procedural deficit hypothesis[4], die uitgaat van een stoornis in het procedurele geheugen.

## Beschrijving
Bij TOS is er sprake van een verstoorde verwerving van taal. Kinderen met TOS hebben een taalachterstand. De taalontwikkeling is ernstig vertraagd en afwijkend, waardoor er beperkingen zijn in activiteiten in het dagelijkse leven.

## Symptomen
De moedertaal is het primaire instrument waarmee kinderen zich ontwikkelen en de wereld om zich heen leren verkennen, begrijpen en verwoorden. Dove en slechthorende kinderen en kinderen met ESM hebben hier moeite mee. Normaliter leert een kind zijn emoties te beschrijven, zoals: Ik heb buikpijn. Ik vind Nijntje leuk. Ik vind Jantje gemeen. Ik ben bang. Ik ben blij. Echter, bij kinderen met ESM komt het vaak voor dat ze deze emoties niet onder woorden kunnen brengen. Wel door mimiek, maar niet door spraak.
Kinderen reageren verschillend op de stoornis. Het ene kind heeft er niet zoveel moeite mee en wordt ook als een vrolijk kind gezien. Het andere kind is duidelijk gefrustreerd omdat het zich niet kan uiten. De iets oudere kinderen hebben moeite met hun ervaringen te verwoorden, of actief te luisteren en vragen te formuleren. Ook hebben zij meer tijd nodig om over dingen na te denken. Verder interpreteren zij wat anderen zeggen vaak verkeerd, doordat zij de intonatie niet begrijpen. De communicatie met leeftijdgenoten kan mede hierdoor frustrerend zijn.

## Behandeling
Voor kinderen met TOS is een behandeling aan te bevelen. Kinderen vanaf drie jaar kunnen een TOS-diagnose krijgen. Bij een vermoeden van TOS wordt de situatie afgewacht of opgevolgd. TOS wordt in eerste instantie behandeld door een logopedist. Logopedisten kunnen de ernst en aard van een TOS bepalen en behandelen. Omdat TOS een grote impact kan hebben op het leven van een kind, is het van belang zo vroeg mogelijk in te grijpen. De behandeling is erop gericht de taalvaardigheid van het kind te verhogen en beter te leren communiceren en verschilt van kind tot kind. Positieve effecten van dergelijke therapie op jonge leeftijd (bij kinderen onder de 6 jaar) blijven mogelijk ook op latere leeftijd behouden.
Informatie krijgen over de stoornis en ermee leren omgaan kunnen deel uitmaken van de behandeling. Er bestaan jongerenverenigingen (bv. Spraaksaam) en ouderverenigingen die daarbij kunnen helpen. Naast overleg met de leerkrachten en zorgverleners van het kind, is ook overleg tussen de logopedist en de ouders van het kind met TOS belangrijk. De ouders worden best ook bij de therapie betrokken. Het kan nuttig zijn ouders zelf strategieën te leren gebruiken om de taal- en communicatievaardigheden van hun kind te verhogen.
Behandelen kan direct of indirect (bv. via taaltherapie voor ouders, oudercursussen), individueel of in een groep. Als TOS de kinderen beperkt in de klas, dan kan de behandeling (in Nederland) ook op school plaatsvinden. In Nederland is de behandeling meestal direct en individueel. Er bestaan ook oudercursussen, multidisciplinaire groepsbehandelingen (voor peuters, in het speciaal onderwijs), en intensieve groepstherapie voor oudere kinderen. Voorlopig is er geen bewijs dat bepaalde behandelingen beter zouden zijn dan andere. Hoewel meteen na taaltherapie positieve effecten merkbaar kunnen zijn op verschillende vlakken van de taal, gaan die na verloop van tijd mogelijk verloren. Het is belangrijk dat logopedisten tijdens de behandeling voldoende oog hebben voor de individuele situatie van het kind met TOS en de mogelijk levenslange impact. Om de kansen op negatieve gevolgen te verkleinen, kunnen zij de sterktes van het kind benutten en samenwerken met professionals uit andere zorgdisciplines en het onderwijs. Bij meertalige kinderen is ook therapie aan te raden voor de niet-Nederlandse thuistaal. Meestal gebeurt dat indirect door inschakeling van de ouders door de logopedist.
Bij een ernstige en hardnekkige TOS is een logopedische behandeling alleen niet altijd voldoende. In Nederland is dan behandeling mogelijk in de Zintuigelijk Gehandicapten (ZG)-zorg of ondersteuning van instellingen voor auditief en/of communicatief beperkte leerlingen.
De duur van de behandeling wordt bepaald op basis van de aard en de ernst van de TOS en de situatie van het kind. Het is voorlopig nog onduidelijk wat het optimale aantal sessies per week is en hoelang die het best duren.

## Impact
Afhankelijk van de ernst en het type taalproblemen beïnvloedt TOS het dagelijkse functioneren van een kind. De communicatie tussen ouders en kinderen kan verstoord zijn en tot opvoedingsproblemen leiden. Kinderen met TOS hebben vaker sociale, emotionele en gedragsproblemen, lees- en leerproblemen, worden vaker gepest en hebben meer last van faalangst. Circa 50% van de kinderen met ESM blijven leesproblemen ervaren en dyslexie ontwikkelen. Bij oudere kinderen kan er sprake zijn van schaamte, lage eigenwaarde, angst en depressie. Als TOS niet tijdig of onvoldoende behandeld wordt, blijven de taalproblemen bestaan of worden ze erger, en krijgt het kind mogelijk bijkomende problemen. Ook voor ouders heeft het feit dat hun kind een TOS heeft vaak een grote impact.
Kinderen met TOS hebben vaak moeite om een opleiding af te ronden en hebben daarbij meer ondersteuning nodig. Mogelijk zijn er problemen om het reguliere onderwijs te volgen. De Commissie voor de Indicatiestelling beslist of een kind in aanmerking komt voor speciaal cluster 2-onderwijs en dus ook voor de bijbehorende financiering. Hiervoor wordt het kind op zijn of haar school getest door een logopedist en een orthopedagoog, die daarbij letten op het volgende:
1. spraakproductie (het spreken, de verstaanbaarheid, articulatie)
2. auditieve verwerking (het begrijpen van wat er gezegd wordt en het onderscheiden, herkennen, analyseren en synthetiseren van spraakklanken)
3. grammaticale kennisontwikkeling (vervoegen van werkwoorden, het gebruiken van woorden in de goede volgorde, het gebruiken van regels voor woordvorming en zinsbouw)
4. lexicaal-semantische ontwikkeling (de woordenschat, het vinden van woorden en het leggen van relaties tussen woorden en zinnen).[11]

Een indicatie is een bepaald aantal jaren geldig: daarna moet het kind opnieuw worden getest. 
TOS kan levenslange gevolgen hebben. Mensen met TOS verlaten school vaker op een jongere leeftijd en zijn over het algemeen lager opgeleid. Ze vinden vaak moeilijker werk, hebben over het algemeen een lagere functie op de werkvloer, werken minder vaak fulltime, en zijn vaker en langere periodes werkloos. Dat kan samengaan met een lager inkomen. Mensen met TOS worden vaker op jongere leeftijd ouders. Minder jongeren met TOS hebben een rijbewijs. Voor mensen met ernstige TOS kan het moeilijk zijn om zelfstandig te wonen. Mogelijk ondervinden ze moeilijkheden met vriendschappen en integratie in de maatschappij. Ze kunnen financieel minder onafhankelijk zijn, meer nood hebben aan sociale ondersteuning en worstelen met zelfvertrouwen.